# お墨付き
お墨付き（おすみつき）は、室町時代からの慣用句。

## 概要
権力のある人や権限のある人からの保証や承諾、あるいはその承諾や保証を記した文書のことを意味する。お墨付きというのは権威のある人から得た保証であるため、後輩から先輩へといった形でお墨付きという言葉を使うという用法は間違いである。

## 歴史
室町時代や江戸時代の日本においては、幕府や大名が家来に後日の証拠として花押のある文書を与えており、この文書のことがお墨付きといわれていた。この文書は、大名などが家来の領地や勲功などを保証したり確認するための文書であった。この花押は墨で記されていたことからお墨付きと呼ばれるようになった。
歴史においてのお墨付きというものは、絶対的な権力を持つ者による権威による承認であるために、後日にそれが誤っていたというような事例は存在しない。お墨付きが誤っていたならば、それは権威者の沽券に関わる事態となるためである。もしお墨付きを誤っていたとしても、自らの意地にかけても認めないものであった。権威無謬という立場に立つものであった。

## その他
西友は2012年より皆様のお墨付きというプライベートブランドの商品を販売している。